# Heteromys anomalus
El ratón espinoso mochilero de Trinidad,  mochilero o ratón mochilero (Heteromys anomalus) es una especie de roedor castorimorfo de la familia Heteromyidae. Se encuentra en Colombia, Trinidad y Tobago y Venezuela. No se les suele confundirse con los ratones espinosos egipcios, los puercoespines del Viejo Mundo, los puercoespines del Nuevo Mundo, el resto de puercoespines, los erizos, los equidnas y los erizos de mar, ya qu estos no son roedores.